# Пильская губа
Губа Пильская — залив на северо-западе России, на побережье Терского района Мурманской области.

## Описание
Губа Пильская находится между мысом Пильский и мысом Лов. Средняя часть залива называется «узкостью Порожки». Берега высокие, скалистые, на протяжении 10 км представляют собой фьорд. Берега залива имеют свои губы, из самых значимых можно выделить Губы Паромную и Манькова.
На северо-восточном берегу Пильской губы находится посёлок Пильский (Пильская Губа). С севера впадает река Пила, с востока — речки Мельничный и Гремячий. Основные заливы губы: в юго-восточной части — губа Паромная, в юго-западной — губа Манькова.
Берега поросли елово-берёзовым и елово-сосновым лесом. Вблизи входа в губу — два острова Пильские Луды.

## Ледовый режим
Ледовый режим Пильской губы начинается в ноябре и продолжается до начала/середины мая.

## Флора
В восточной части залива острова Паромный произрастает кривоствольная береза. Берега застилает овсяницево-лишайниковый покров.

## Достопримечательности
В устье Пильской губы находится древний поморский лабиринт, выложенный на земле из камней.